# حزن ما بعد الجماع
حزن ما بعد الجماع (اختصارًا PCT) هو الشعور بالحزن والقلق أو العدوانية بعد الجماع. يأتي الاسم من اللاتينية الحديثة "postcoitalis"، والفرنسية"tristesse"، حرفيًا تعني «الحزن». قد يُظهر كثير  من المصابين شعورًا قويًا بالقلق يستمر من خمس دقائق إلى ساعتين بعد الجماع.
ذُكِرت تلك الظاهرة لأول مرة بواسطة الطبيب اليوناني جالينوس، الذي كتب «إن كل حيوان يحزن بعد الجِماع باستثناء الأنثى البشرية والديك.» كتب الفيلسوف باروخ سبينوزا في كتابه «تحسين فهم المفاوضات»، «بقدر ما يثير السرور الحسي قلقًا، يتم التفكير فيه بشكل كبير، كما لو كان في سلام وخير، ويمنع من التفكير في أي شيء آخر. ولكن بعد التمتع بالمتعة الحسية، يأتي الحزن الأكبر. إذا كان هذا لا ينخرط بشكل كامل، فلا يزال يربك العقل ويملؤه».
أفادت الدراسات أن من بين عينة 1208 مشاركًا من الذكور، 40% منهم قد عانوا من الـحزن ما بعد الجماع مرة واحدة على الأقل في حياتهم و20% أبلغوا عن تجربة حزن ما بعد الجماع في الأسابيع الأربعة السابقة للدراسة. تشير هذه الدراسة أيضًا إلى أنه 3-4% من أفراد العينة يعانون من أعراض حزن ما بعد الجماع على أساس منتظم. وفقًا لنفس الدراسة، يرتبط حزن ما بعد الجماع بين الذكور بالضيق النفسي الحالي، والإساءة الجنسية خلال الطفولة، والعديد من الاختلالات الجنسية.
فيما يتعلق بالأعراض لدى النساء شملت إحدى الدراسات مسحًا وبائيًا لأعراض نفسية بعد الزواج في عينة سكانية من المملكة المتحدة توأمتين من الإناث: وجدت أن 3.7% من النساء أبلغن عن معاناتهن حديثًا من الـحزن ما بعد الجماع و7.7% من المعاناة لمدة طويلة. ذكرت دراسة أخرى أن ما يقرب من نصف الطالبات الجامعيات أبلغن عن أعراض حزن ما بعد الجماع مرة واحدة على الأقل في حياتهم. ذُكرت أيضًا الدراسة أن هناك علاقة بين حزن ما بعد الجماع، والحميمية في العلاقات الوثيقة.